# كان ياما كان (مسلسل فلبيني)
كان ياما كان (بالفلبينية: Wansapanataym‏) هو مسلسل فنتازيا، دراما وكوميديا تم إنتاجه في الفلبين. بدأ عرضه في سنة 1997. بلغ عدد حلقاته 747 حلقة، وتبلغ مدة الحلقة الواحدة 45 دقيقة. تم بث المسلسل لأول مرة بتاريخ 22 يونيو 1997. يتم إنتاجه وعرضه على قناة «أيه بي إس - سي بي إن».

## الجوائز
- جائزة بي إم بي سي ستار لأفضل مسلسل تلفزوني - فنتازيا ورعب في سنة 2000
- جائزة بي إم بي سي ستار لأفضل مسلسل تلفزوني - فنتازيا ورعب في سنة 2001
- جائزة بي إم بي سي ستار لأفضل مسلسل تلفزوني - فنتازيا ورعب في سنة 2002
- جائزة بي إم بي سي ستار لأفضل مسلسل تلفزوني - فنتازيا ورعب في سنة 2003
- جائزة بي إم بي سي ستار لأفضل مسلسل تلفزوني - فنتازيا ورعب في سنة 2004
- جائزة بي إم بي سي ستار لأفضل مسلسل تلفزوني - فنتازيا ورعب في سنة 2005

## وصلات خارجية
- كان ياما كان على موقع IMDb (الإنجليزية)
- كان ياما كان على موقع قاعدة بيانات الفيلم (الإنجليزية)
- كان ياما كان على موقع ليتربوكسد (الإنجليزية)
- كان ياما كان على موقع كينوبويسك (الروسية)